# پندا
پندا (به انگلیسی: Ponda) یک منطقهٔ مسکونی در هند است که در بخش گوا شمالی واقع شده‌است. پندا ۲۲٬۶۶۴ نفر جمعیت دارد و ۴۲ متر بالاتر از سطح دریا واقع شده‌است.